# Mario Salazzari
Mario Salazzari (Lugagnano di Sona, 16 novembre 1904 – Verona, 6 giugno 1993) è stato uno scultore, partigiano e poeta italiano.

## Biografia[1]
- 1906, il padre capomastro porta Mario Salazzari assieme ad altri sei figli in Germania. Là Salazzari andò alle scuole medie fino al terzo anno ed imparò il tedesco oltre al dialetto veronese in famiglia.  Con la guerra la famiglia si trasferisce a Verona, ma non il padre.
- Nel 1916 Mario Salazzari interrompe gli studi ed è apprendista tornitore di proiettili presso Andreoli.
- Nel 1918 lo scultore Eugenio Prati apprezzò molto i suoi disegni e gli propone d'andare alla bottega d'arte funeraria del fratello Celeste Prati dove scolpì scene di vita quotidiana.
- Dal 1919 al 1923 Mario Salazzari frequenta l'Accademia di Belle Arti, diretta da Savini e Girelli, su insistenza ancora di Eugenio Prati.
- Nel 1920 vince il concorso per il Monumento ai Caduti, situato a Verona in Borgo Roma (una zona periferica della città) e lo terminerà nel 1925. Intanto presso Celeste Prati conosce i "secessionisti" di Ca' Pesaro (praticamente lo stesso nome della Secessione di Vienna, stesso spirito un po' ribelle ma pur sempre evocando la tradizione) quali: Umberto Moggioli, Gino Rossi, Arturo Martini (di cui condividerà uno stile neopreclassico: arte etrusca, greca arcaica e severa).
- 1924, Diventa recluta del Genio dei Pontieri a Verona ed ha occasione di ulteriori incarichi artistici.
- 1928 Il Re a Piacenza inaugura il Monumento al Pontiere di Salazzari.
- 1936, Salazzari Vince il concorso dei gruppi alla Vittoria.
- 1943, Salazzari abbandona il fascismo e passa alla Resistenza dove comanderà le valli di Selva di Progno e la val Squaranto, fonda la formazione partigiana “val di Valdo”. Libera ostaggi a Velo veronese (forse destinati alla deportazione in Germania), arrestato nel 27 novembre dalla polizia investigativa del maresciallo Nicolis e portato alle carceri per giorni è torturato e perderà l'uso della mano destra.
- Nel 1945 è condannato a 30 anni ma  evade dal carcere di Padova ad aprile, a piedi raggiunge Vicenza con un lasciapassare dal C.N.L. Veneto.
- 1946 è docente alla Scuola Brenzoni di Sant'Ambrogio di Valpolicella, insieme agli studenti Salazzari progetta alcune opere.
- 1982, Divorzia dopo 50 anni da Maria Bossi, starà insieme alla partigiana e scultrice Giovanna Rossi.

## Opere[1]
- 1918-1919 Ferratura del cavallo, Anziani bevitori all'osteria, Serenata sotto il lampione, Carretta degli zingari, Soldato con il mulo, Paolo e Francesca, II premio al concorso pubblico per il Monumento a Don Giovanni Bosco.
- Monumento ai Caduti 1920-1925 Verona in Borgo Roma (una zona periferica della città).
- Monumento ai Caduti 1923-1925 Gazzo Veronese e a Raldon.
- targa celebrativa dell'arma 1924 Verona dagli anni '60 in Lungadige Capuleti
- Monumento al Pontiere 1928 Piacenza inaugurato dal Re.
- Gruppi equestri alla Vittoria Verona, nel 1934 presenta e nel 1936 vince il concorso fra 62 gruppi di 44 concorrenti da esporre sul Ponte della Vittoria, verso la città[2], due gruppi bronzei equestri alati dedicati alla Vittoria del Generale Armando Diaz a cui dedicarono un viale demolendo un quartiere medievale. Dalle forme abbastanza dure e squadrate abbastanza conformi all'arte fascista, una sorta di semplificazione del neoclassicismo del XIXsec (ovvero impero), causò salaci commenti a causa dei genitali dei cavalli. nel 1941 Angelo Biancini di Castel Bolognese vincerà invece per i due gruppi esterni.
- Monumento al Partigiano (Piazza Bra, Verona 1946)[2] dedicato ai Caduti per la Libertà: singola e grande statua bronzea. In questo caso le superfici sono un po' più morbide e la concezione decisamente meno retorica e più semplice rispetto ai gruppi della Vittoria.
- tre lunette interne del ricostruito Municipio di Verona 1946.
- architrave del portale della chiesa di Ceraino (Vr), in marmo rosa in neoromanico 1946 con gli studenti Brenzoni.
- gesta dell'arcangelo San Michele archivolto della chiesa omonima di Gaium (Vr) 1946 con gli studenti Brenzoni.
- Icaro caduto 1946 collezione privata.
- S.Francesco parla gli uccelli 1950-1955 monumento funebre avv. Alfredo Fuganti Trento e opere cimiteriali simili a Palazzolo sull'Oglio (Bs) e in provincia di Taranto.
- Divisione Pasubio 1958 largo Pasubio a Verona.
- Anima addolorata 1960 Cappella Paini del Cimitero Monumentale di Verona.
- portale della Cappella Pomari 1964 Cimitero Monumentale Verona formelle che s'ispirano chiaramente a quelle traforate romaniche del portale di S.Zeno a Verona.
- Dello stesso periodo sono i seguenti bronzetti: Ragno, Vacca all'albero, Rospo, Pollastro, Tacchino (ora al Museo Castelvecchio di Verona), La Colata, Giovane centauro innamorato, Ponzio Pilato, Susanna, Nearco, Adamo ed Eva, Busto di Egidio Meneghetti, Violoncellista (ovvero Cesare Bonzanini, amico di Salazzari).
- Monumento all'eccidio dei caduti della divisione Acqui a Cefalonia e Corfù (Verona 1966), Qui Mario Salazzari prosegue uno stile avviato da altri colleghi (in primis Arturo Martini), guarda ancora al passato all'arte etrusca e greca preclassica (periodo arcaico e severo) dove sapientemente reinventa in chiave preclassica il celebre gruppo del Laocoonte.
- Monumento ai Caduti di guerra Palù (Vr) 1970
- Monumento ai Partigiani solo in forma di bozzetto disperso fra più collezioni.